# Список землетрусів у Таджикистані
Це список землетрусів у Таджикистані — сюди включено помітні землетруси, які відбулися на території Таджикистану.

## Землетруси
| Дата | Місце                                    | Широта | Довгота | Жертви        | Поранені | Магнітуда |    | MMI  | Пояснення                                                  |       |
| --- | ---------------------------------------- | ------ | ------- | ------------- | -------- | --------- | -- | ---- | ---------------------------------------------------------- | ----- |
| 2021-10-10 | Гарм                                     |        |         | 5             |          | 6.4       |    |      | Епіцентр: 21 км на схід від Гарма, постраждало 19 будинків |       |
| 2021-10-07 | Рашт                                     | 38.959 | 70.572  | 5             |          | 5.8       | Mw | VI   | 20+ будівель знищено                                       |       |
| 2015-12-07 | Горно-Бадахшанська автономна область     | 38.26  | 72.77   | 2             |          | 7.2       | Mw | VII  | Багато будинків зруйновано                                 |       |
| 2012-05-13 | Райони республіканського підпорядкування | 38.61  | 70.35   | 1             |          | 5.7       | Mw |      | Багато будівель зруйновано / загинула худоба               | [ 3 ] |
| 2011-07-19 | Ферганська долина                        | 40.05  | 71.44   | 14            | 86       | 6.2       | Mw | VIII |                                                            |       |
| 2006-07-29 | Хатлонська область                       | 37.26  | 68.83   | 3             | 19       | 5.6       | Mw |      |                                                            |       |
| 1989-01-22 | Гісар                                    | 38.47  | 68.69   | 274           | багато   | 5.3       | Mb | VII  |                                                            |       |
| 1985-10-13 | Таджицьке море                           | 40.3   | 69.82   | 29            | 80       | 5.9       | Ms | IX   | Надзвичайна руйнація / багато будинків зруйновано          | NGDC  |
| 1984-10-26 | Джирґітал                                | 39.16  | 71.33   |               |          | 6.1       | Ms | VII  | Середня руйнація / деякі буділві знищено                   | NGDC  |
| 1977-01-31 |                                          | 40.04  | 70.85   |               |          | 5.9       | Ms |      | Сеердня руйнація                                           | NGDC  |
| 1949-07-10 | Гармьска область                         | 39.2   | 70.8    | 7,200         |          | 7.5       |    | IX   |                                                            |       |
| 1930-09-22 | Душанбе                                  | 38.4   | 68.5    | 175           |          | 6.3       |    |      |                                                            |       |
| 1911-02-18 | Рушанський район                         | 38.2   | 72.8    | 90            |          | 7.4       | Ms | IX   |                                                            |       |
| 1907-10-21 | Каратаґ                                  | 38.5   | 67.9    | 12,000–15,000 |          | 7.4       | Ms | IX   |                                                            |       |
| Примітка: критерії додавання подій базуються на керівництві щодо помітності WikiProject Earthquake, яке створено для окремих статей. Описані принципи стосуються і списків. Таким чином, слід реєструвати лише землетруси зі значними пошкодженнями або з жертвами. |                                          |        |         |               |          |           |    |      |                                                            |       |